# スリー・フレーバー・コルネット3部作
「スリー・フレーバー・コルネット3部作」（スリー・フレーバー・コルネットさんぶさく、英: The Three Flavours Cornetto Trilogy）は、エドガー・ライト監督、ライトとサイモン・ペグ脚本、ナイラ・パーク製作、ペグとニック・フロスト主演という体制の元、イギリスとアメリカで製作されたB級コメディ映画3作品の総称である。「コルネット3部作」(The Cornetto Trilogy) や「血とアイスクリーム3部作」（The Blood and Ice Cream Trilogy）と呼ばれることもある。3作品は公開が早い順に、2004年の『ショーン・オブ・ザ・デッド』、2007年の『ホット・ファズ -俺たちスーパーポリスメン!-』、2013年の『ワールズ・エンド 酔っぱらいが世界を救う!』を指す。
この名前はライトによれば、『ホット・ファズ』宣伝中に冗談半分に言ったものだった。ライトは自身の実体験を元に、『ショーン・オブ・ザ・デッド』でフロストが演じるエドが、二日酔いを治すためコルネット・アイスを食べるシーンを書いていた。第2作『ホット・ファズ』でライトは、『ショーン・オブ・ザ・デッド』のコルネットネタへ言及するさりげないジョークを入れ込んだ。『ワールズ・エンド』制作中に行われた『ホット・ファズ』宣伝ツアーで、あるインタビュアーが前2作にコルネット・アイスが登場していることを指摘し、ライトは冗談でクシシュトフ・キェシロフスキの「トリコロール3部作」に相当するものだと返したが、これが3部作誕生の元となった。
この後ライトは3作の映画を本気で3部作に仕立て上げようと考え始め、既に封切られた2作品のテーマを完成させるものとして『ワールズ・エンド』の脚本を執筆し、また映画内にコルネット・アイスに言及するシーンを加えた。それぞれの映画は、作中登場する異なる味のコルネット・アイスで繋がっている。『ショーン・オブ・ザ・デッド』には作品の血塗れ・血みどろな要素からストロベリー味、『ホット・ファズ』には警察関係の話なのでブルー・オリジナル味、『ワールズ・エンド』には「リトル・グリーン・メン」とサイエンス・フィクションを象徴する、グリーンのミント・チョコ・チップ味のコルネット・アイスが登場する（ただし『ワールズ・エンド』では、風に舞い上がる包装紙が映るだけである）。ライトによれば、コルネット・アイスの製造元であるウォールズ・アイスクリーム（ユニリーバ傘下）はこの「商品名言及にとても喜んでいた」("very pleased with the namecheck") とのことである。
ライトは3部作について、「トロイの木馬」であり、「ゾンビ映画、警察映画、SF映画の枠の中で奮闘しながら、人間関係を描くコメディのジャンル映画」だと語っていた。ライトは3部作に、「集団の中の個人」「成長すること」「ひっきりなしに襲ってくる思春期の危険」という共通のテーマを持たせた。『エンターテイメント・ウィークリー』のクラーク・コリンズは、3作全てに「走っている[登場人物と]庭のフェンスに関するギャグ[がある]」ことも指摘している。
作品はキャスティングの面でも繋がりを持っている。3部作制作の中心的存在であるライト、パーク、ペグ、フロストは、1999年から2001年にかけて放送されたテレビシリーズ『SPACED 〜俺たちルームシェアリング〜』以来の関係である。また、マーティン・フリーマン、ビル・ナイ、レイフ・スポール、ジュリア・ディーキン、パトリシア・フランクリン、ガース・ジェニングスは、3部作だけでなくライトやペグの他作品にも登場している。

## 3部作に含まれる作品

### ショーン・オブ・ザ・デッド
3部作最初の作品は2004年に公開された『ショーン・オブ・ザ・デッド』（英: Shaun of the Dead）で、ゾンビ映画かつロマンティック・コメディのこの作品には、「ロム・ゾム・コム」("rom-zom-com") との謳い文句が付けられた。ペグが演じたタイトルロールのショーンは、終末的にゾンビが増殖したロンドンで、愛想を尽かされたガールフレンド、また自分の母と再婚相手の義父に対処するため、自分の人生を立て直そうと画策する。作品はジョージ・A・ロメロの『ゾンビ』をパロディ化したものであり、この作品を気に入ったロメロは、次作『ランド・オブ・ザ・デッド』（2005年）でペグとライトをカメオ出演させた。
コルネットへの言及シーンは、二日酔いの友人エド（演：フロスト）に頼まれてショーンが買いに行くシーンであるが、ライトは実際に二日酔いを治すためにコルネット・アイスを使ったことがあるという。
日本ではDVDスルーされ劇場未公開だったが、ライトが2010年に発表した『スコット・ピルグリム VS. 邪悪な元カレ軍団』公開に合わせて限定公開された。当初はユニバーサル・ピクチャーズ・ジャパンからDVDが発売されたが、その後版権がKADOKAWAに移っている。
2014年には、ディズニー・チャンネルのアニメ『フィニアスとファーブ』スペシャル編で、ペグ演じるショーンとフロスト演じるエドのコンビが復活した。制作陣の中では続編企画が話題になったこともあるが、パブトークの域を出ずに終了したという。
『エンターテインメント・ウィークリー』誌では、2014年に発表された「ゾンビコメディ・ベスト12」の第1位に輝いている。『エンパイア』誌では、2011年にイギリス映画ベスト100第6位、2012年に「最高に面白いコメディ映画50本」第10位にランクインしたほか、2009年に『ガーディアン』紙が発表した「イギリス映画トップ25」（1984年〜2009年）で第18位に入るなど高く評価されている。また映画『ロンドンゾンビ紀行』（2012年）はこの作品に触発されて製作された作品である。

### ホット・ファズ -俺たちスーパーポリスメン!-
2作目は2007年に公開されたバディ・コップ映画・コメディ映画の『ホット・ファズ -俺たちスーパーポリスメン!-』（英: Hot Fuzz）である。ペグ演じるニコラス・エンジェルは、優秀すぎる警官であるために疎まれてイングランドの片田舎に左遷され、フロスト演じる地元育ちの警官ダニーと共に、村で起きる不可解な死が全て事故として処理されてしまう謎を解き明かそうとする。作品は多くの警察映画をパロディ化しており、ライトは「参考にしたのは『ダーティハリー』『フレンチ・コネクション』『ハートブルー』『バッドボーイズ2バッド』『ヒート』『L.A.コンフィデンシャル』『ダイ・ハード』『リーサル・ウェポン』。あと、映画の質は微妙だけど活かせると思ったのが、スティーブン・セガールやチャック・ノリスの作品かな」と述べている。また、カルト集団などが登場するなど、1973年の映画『ウィッカーマン』がベースになっている。出演したジム・ブロードベントは、前作『ショーン・オブ・ザ・デッド』を観てオファーを断ったことを後悔し、ペグに次作があるなら出演すると申し出たほどだった。
ニコラスとダニーは職務中に立ち寄るコンビニエンスストアで何度かコルネット・アイスを買うほか、ニコラスが終盤で立ち寄る高速道路のサービスステーションでは、カウンターの上に包装紙のかけらが落ちるシーンがある。
ファンの署名活動の末に日本公開が決定した一作でもあり、わたなべりんたろう・町山智浩がこの運動の中心となった後、ギャガ・コミュニケーションズ（現：ギャガ）配給で2008年7月に公開された。
『エンパイア』誌では、2012年に「最高に面白いコメディ映画50本」第16位にランクインした。ライトはコルネット3部作の中で続編製作の可能性が残る唯一の作品だとしつつも、計画始動には二の足を踏んでいることを明かしている。

### ワールズ・エンド 酔っぱらいが世界を救う!
3部作最後の作品は、2013年公開のサイエンス・フィクション・終末ものコメディ映画、『ワールズ・エンド 酔っぱらいが世界を救う!』（英: The World's End）である。この映画では、ペグ演じるゲイリーが幼馴染みたちと12軒の梯子酒を計画するが、その間にエイリアンが彼らの町に忍び込んでおり、大騒動に発展する。映画の最終シーンで、コルネット・アイスの包み紙が風に吹き飛ばされ、一瞬フェンスの網に引っかかる描写がある。作品には、主人公たちの青年時代に合わせた1990年代のブリティッシュ・ロックが多用されている。
ライトは『エンターテイメント・ウィークリー』のインタビューで、「自分たちの救世主になろうとしている人々が『酔っ払った』状態のSF映画を作るなんて、おかしなアイデアじゃないかと考えたんだ」("We thought it would be a funny idea to do a sci-fi film where even the people who are going to be your saviors are hammered.") と語っている。コルネット3部作の前2作とは異なり、映画のパロディを下敷きにしないオリジナルストーリーである。作品はMTVが選ぶ2013年のベスト映画第10位に選ばれた。
日本ではシンカ・パルコ共同配給で2014年4月に公開されたが、これに先立つ形で2013年9月のしたまちコメディ映画祭in台東で日本初公開された。

## リカーリング・キャスト
3部作で主役を演じたペグ・フロストの他にも、複数の俳優が3部作の2作ないし全作品に出演している。ここではそのリカーリング・キャストを表にまとめた。
『ワールズ・エンド』に関する話の中で、ペグは前2作に出演し、第3作の『ワールズ・エンド』にも出演した俳優に触れ、「『ショーン・オブ・ザ・デッド』でゾンビのメアリーを演じたニコラ・カニンガムが戻ってきた。マーク・ドノヴァンも戻ってきたので、『ショーン・オブ・ザ・デッド』で最初に登場するゾンビ2人がこの映画に出ているわけだ」と述べている。
| 俳優                         | ショーン・オブ・ザ・デッド Shaun of the Dead | ホット・ファズ -俺たちスーパーポリスメン!- Hot Fuzz     | ワールズ・エンド 酔っぱらいが世界を救う! The World's End |
| 俳優                         | 2004年                                       | 2007年                                                  | 2013年                                                   |
| ---------------------------- | -------------------------------------------- | ------------------------------------------------------- | -------------------------------------------------------- |
| サイモン・ペグ               | ショーン Shaun                               | ニコラス・エンジェル巡査部長 Sgt. Nicholas Angel        | ゲイリー・キング Gary King                               |
| ニック・フロスト             | エド Ed                                      | ダニー・バターマン巡査 PC Danny Butterman               | アンディ・ナイトリー Andy Knightley                      |
| ジュリア・ディーキン         | イヴォンヌの母親 Mother of Yvonne            | メアリー・ポーター Mary Porter                          | B&Bの女主人 B&B Landlady                                 |
| マーティン・フリーマン       | デクラン Declan                              | ロンドン警視庁巡査部長 Met Sgt.                         | オリヴァー・チェンバレン Oliver Chamberlain              |
| ビル・ナイ                   | フィリップ（ショーンの義父） Philip          | ロンドン警視庁警部 Met Ch.Insp.                         | ネットワーク（声の出演） The Network                     |
| レイフ・スポール             | ノエル Noel                                  | アンディ・カートライト刑事巡査 DC Andy Cartwright       | 家を買う人（カメオ出演） House Buyer                     |
| パトリシア・フランクリン     | 独身女性 Spinster                            | アネット・ローパー Annette Roper                        | ディスコ「ビーハイヴ」の女性 Upstairs Beehive Lady       |
| リース・シェアスミス         | マーク Mark                                  | N/A                                                     | 協力者、トレヴァー Trevor, collaborator                  |
| マイケル・スマイリー         | タイレズ Tyres                               | N/A                                                     | 緑の牧師 Rev. Green                                      |
| ピーター・セラフィノウィッチ | ピート Pete                                  | N/A                                                     | ディン・ドン・ホーム所有者 Ding Dong Home Owner          |
| ニコラ・カニンガム           | メアリー / Mary                              | N/A                                                     | 患者 / Patient                                           |
| デイビッド・ブラッドリー     | N/A                                          | アーサー・ウェブリー Arthur Webley                      | ベイジル Basil                                           |
| パディ・コンシダイン         | N/A                                          | アンディ・ウェインライト刑事巡査部長 DS Andy Wainwright | スティーヴン・プリンス Steven Prince                     |
| アリス・ロウ                 | N/A                                          | ティナ / Tina                                           | 家を買う人 / House Buyer                                 |

複数作品に出演した俳優
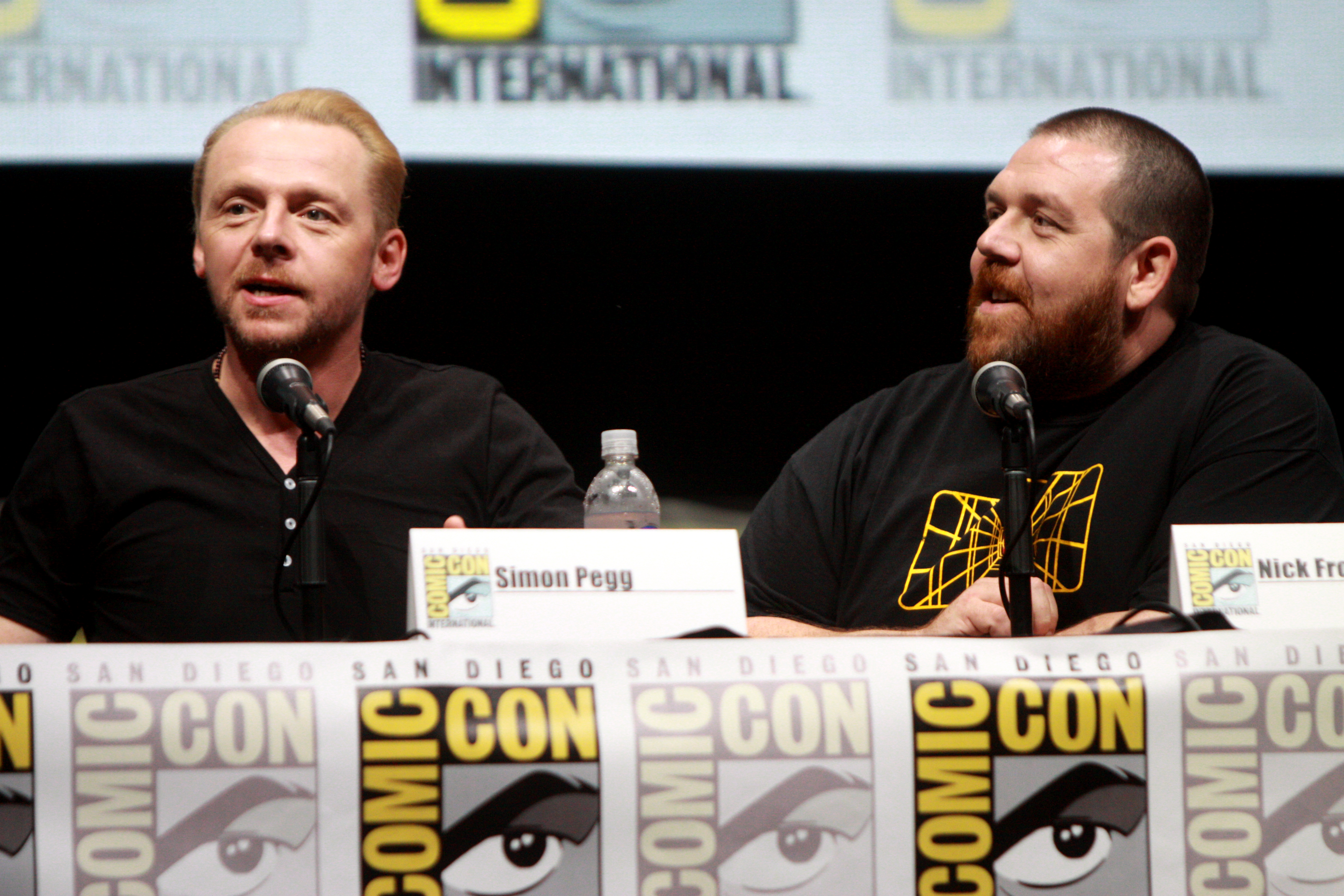
ペグとフロスト
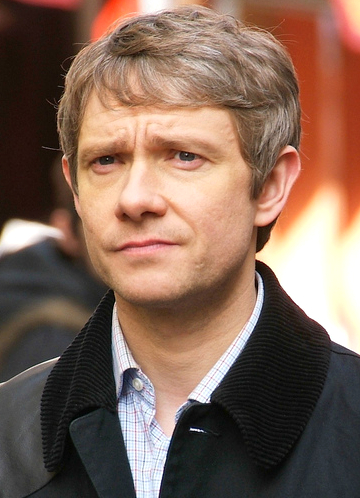
マーティン・フリーマン
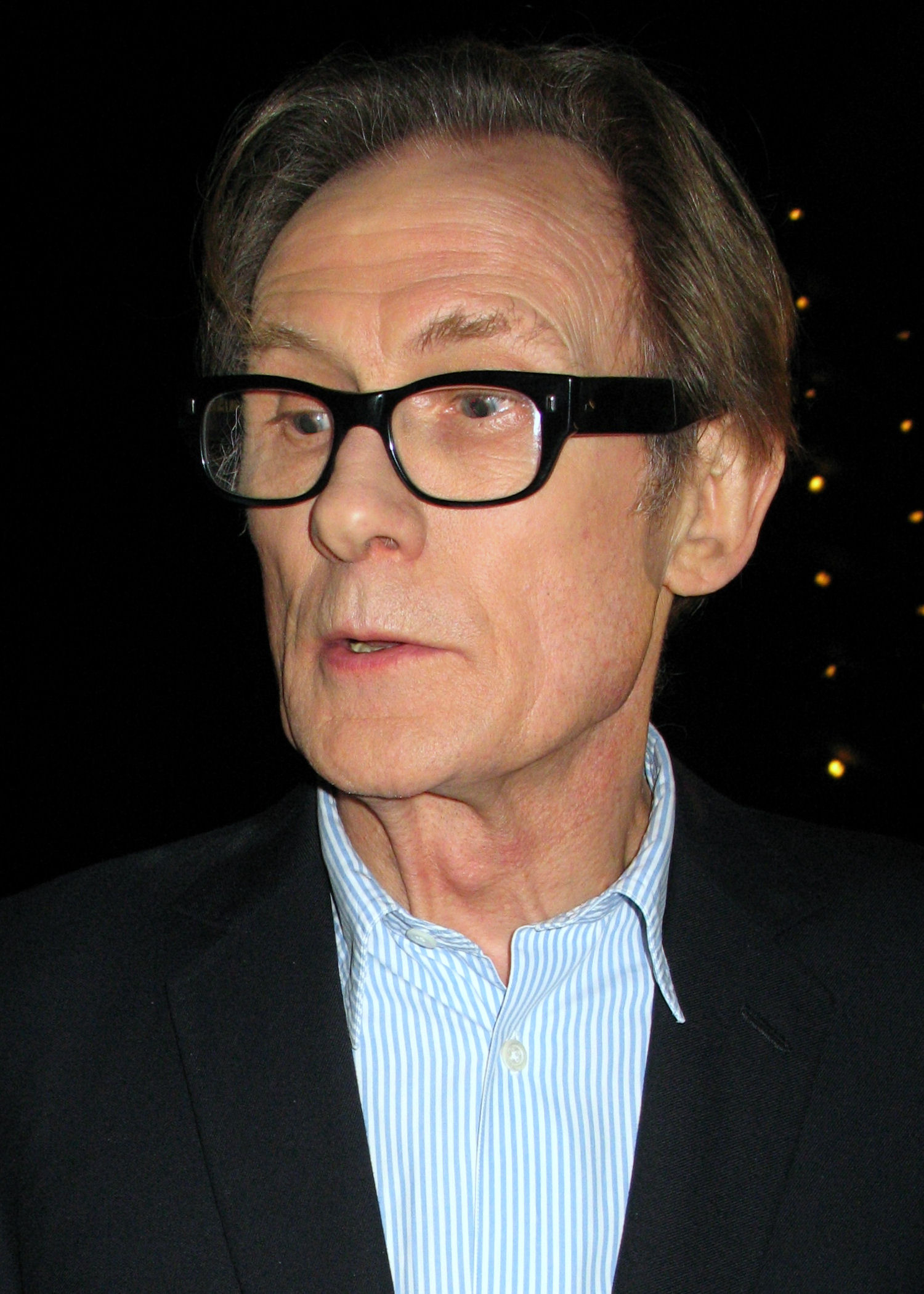
ビル・ナイ
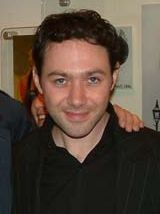
リース・シェアスミス
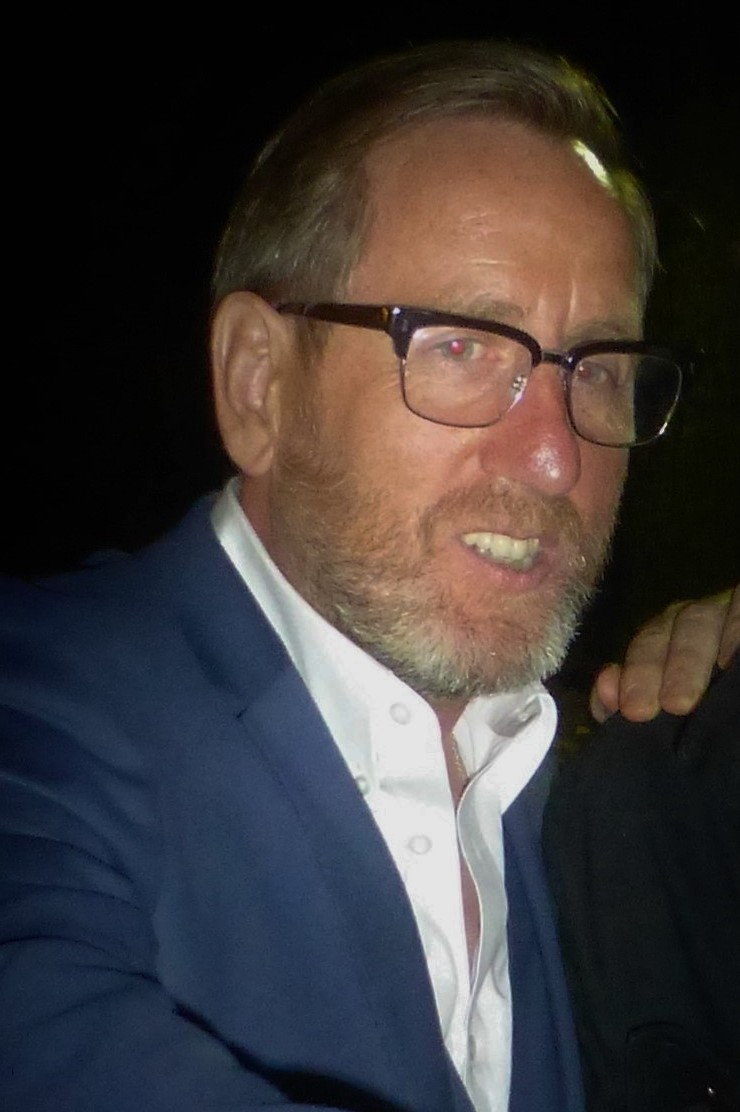
マイケル・スマイリー
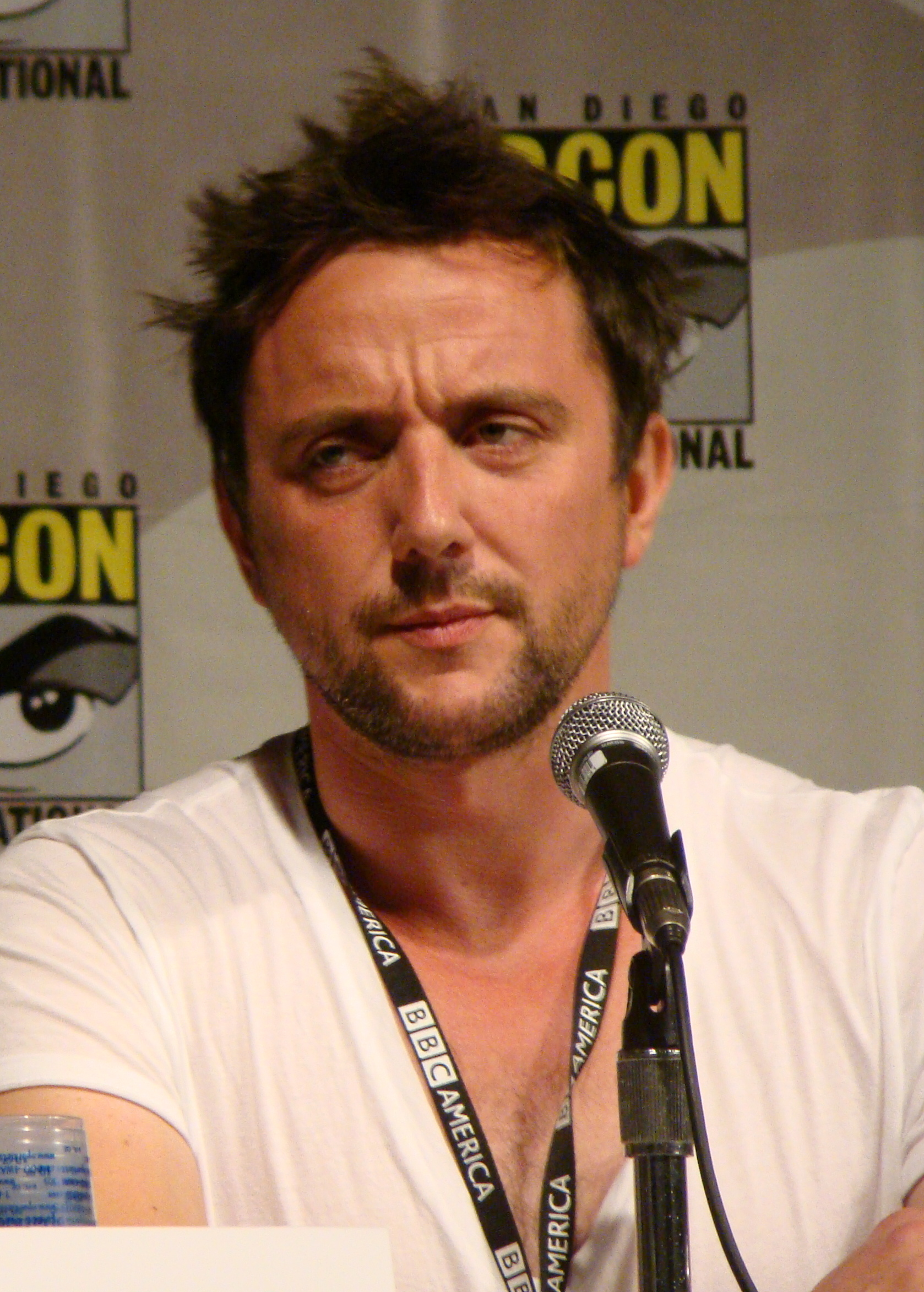
ピーター・セラフィノウィッチ
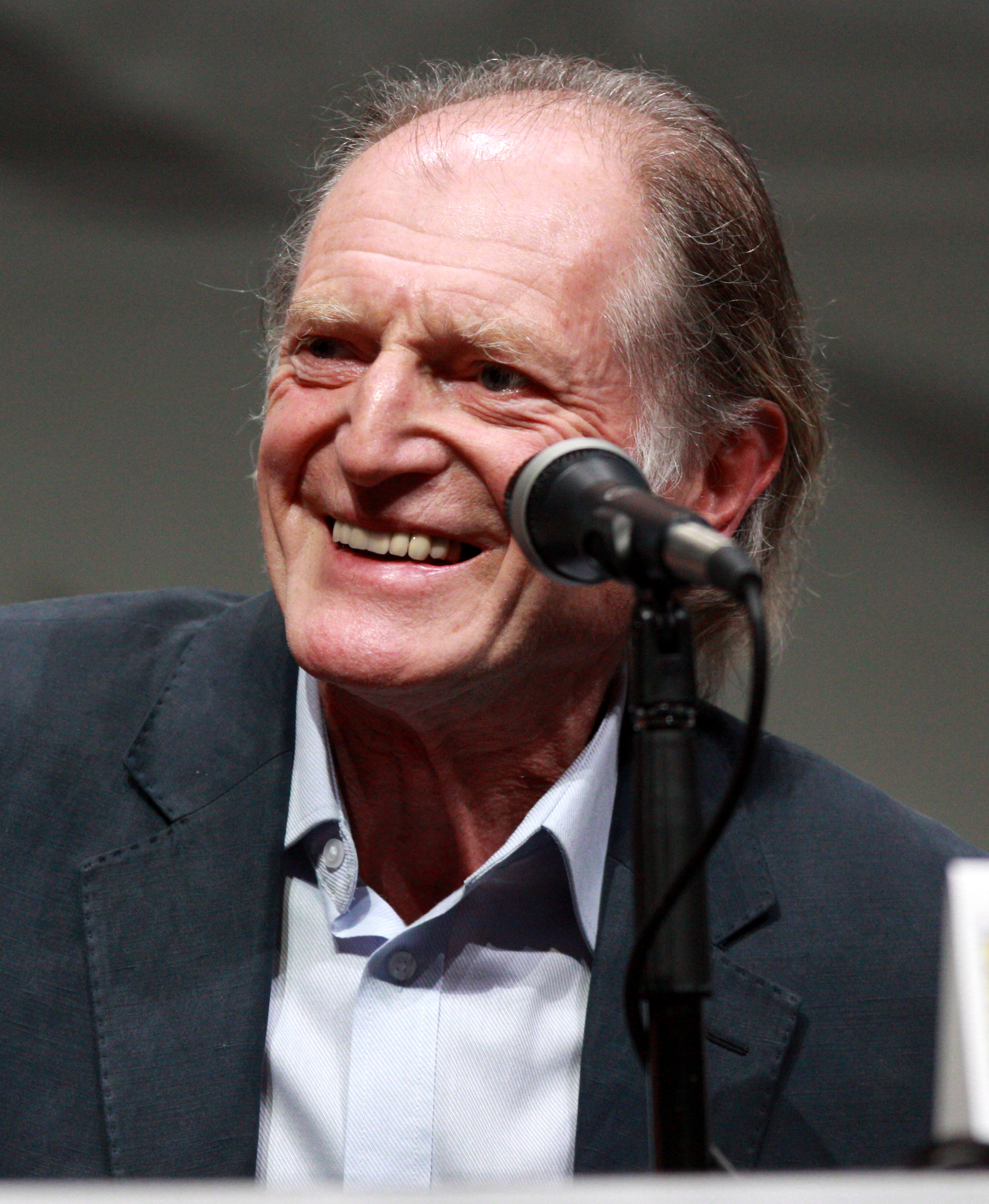
デイヴィッド・ブラッドリー
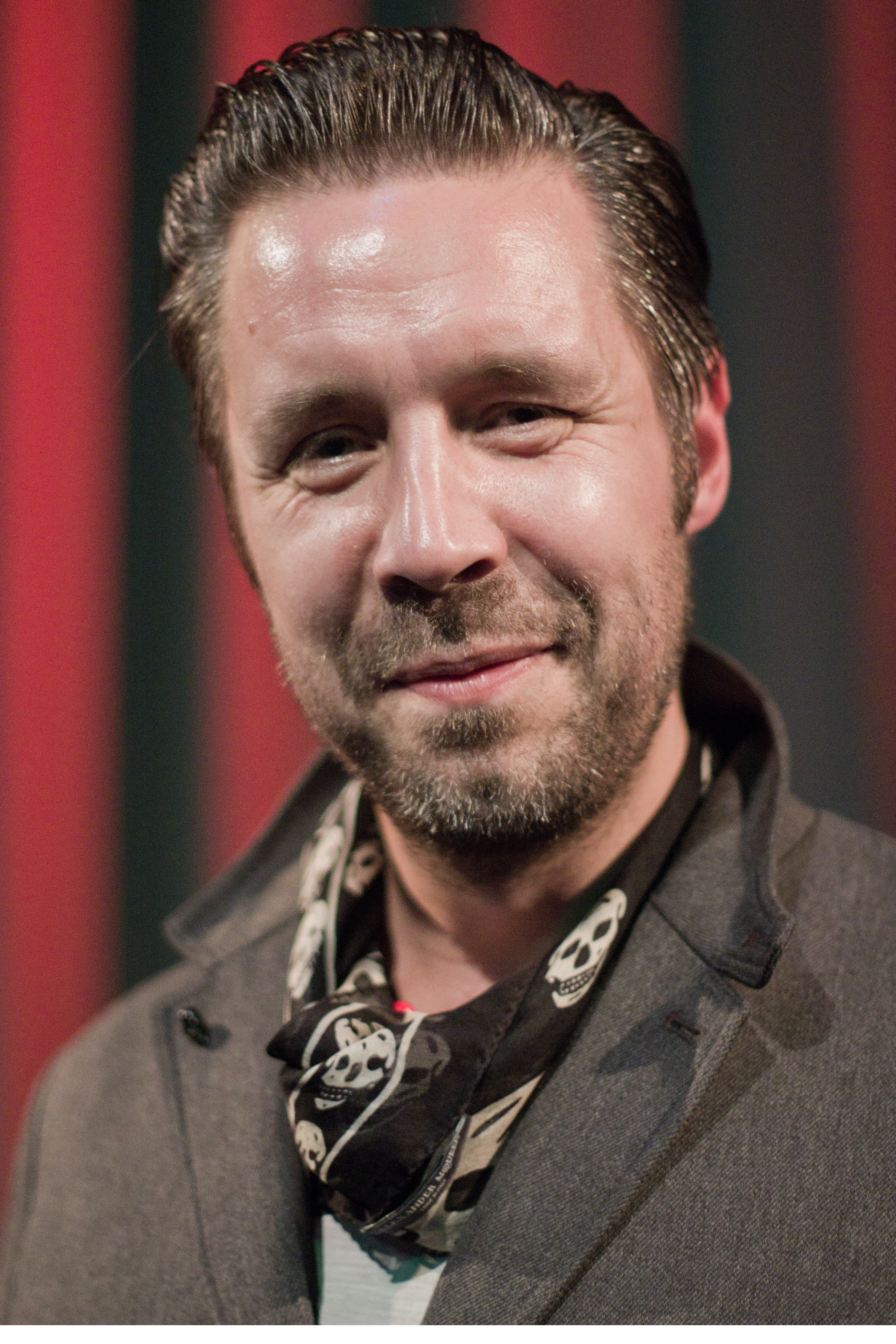
パディ・コンシダイン

## 評価

### 興行収入
| 作品名                                     | 劇場公開日    | 予算        | 興行収入     |
| ------------------------------------------ | ------------- | ----------- | ------------ |
| ショーン・オブ・ザ・デッド                 | 2004年4月9日  | $6,000,000  | $30,039,392  |
| ホット・ファズ -俺たちスーパーポリスメン!- | 2007年2月14日 | $12,000,000 | $80,736,657  |
| ワールズ・エンド 酔っぱらいが世界を救う!   | 2013年7月19日 | $20,000,000 | $46,089,287  |
| 総計                                       | 総計          | $38,000,000 | $156,865,336 |

### 批評家の反応
| 作品名                                     | Rotten Tomatoes        | Metacritic           |
| ------------------------------------------ | ---------------------- | -------------------- |
| ショーン・オブ・ザ・デッド                 | 92%（204件のレビュー） | 76（34件のレビュー） |
| ホット・ファズ -俺たちスーパーポリスメン!- | 91%（201件のレビュー） | 81（37件のレビュー） |
| ワールズ・エンド 酔っぱらいが世界を救う!   | 89%（222件のレビュー） | 81（45件のレビュー） |